# Tomislav Bašić (geodet)
Tomislav Bašić (Orahovica, 8. veljače 1956.) hrvatski je geodet i sveučilišni profesor. Diplomirao je na Geodetskom fakultetu u Zagrebu 1980., a doktorirao na Insitutu za geodeziju Sveučilišta u Hannoveru 1989. pod mentorstvom Wolfganga Torgea. 
Od 1980. radi na Geodetskom fakultetu u Zagrebu, gdje je od 1998. redoviti profesor te pročelnik Zavoda za geomatiku (od 2003. do 2021.) i dekan Fakulteta (1999. – 2003.). Znanstveno i stručno bavi se fizikalnom geodezijom. Dobitnik je godišnje Državne nagrade za znanost za 2002. godinu, koju dodjeljuje Hrvatski sabor, za značajno znanstveno dostignuće u području tehničkih znanosti, za doprinos razvoju geodetske znanosti i struke, posebice fizikalne i satelitske geodezije.
Trenutno djeluje kao profesor na Fakultetu građevinarstva, arhitekture i geodezije Sveučilišta u Splitu te na Fakultetu građevinarstva, arhitekture i geodezije Sveučilišta u Mostaru.

## Vanjske poveznice
- Bašić, Tomislav Hrvatska tehnička enciklopedija, portal hrvatske tehničke baštine. LZMK